# 金島 (卑詩省)
金島（英語：King Island）是加拿大的島嶼，位於太平洋海域，由卑斯省負責管轄，長71公里、寬16公里，面積808平方公里，是該省第七大島嶼，海岸線長度236公里。
51°15′N 127°35′W / 51.250°N 127.583°W